# Окаванго (река)
Окава́нго (на территории Анголы — Куба́нго) — река в юго-западной Африке.

## Этимология
Название от этнонима бантуязычного народа каванго; на территории Анголы называется Кубанго.

## Общие сведения
Четвёртая по длине речная система в Южной Африке. Течёт на юго-восток. Протяжённость — 1600 км. Средний расход воды — 475 м³/с. Берёт своё начало в Анголе, где она называется Кубанго. Южнее по ней проходит часть границы между Анголой и Намибией, после чего река течёт по территории Ботсваны.
Ещё до Ботсваны урез реки снижается на 4 метра из-за порогов, известных под названием Водопады Попа.
Окаванго не впадает ни в море, ни в озеро. Вместо этого она, петляя по многочисленным лабиринтам каналов, теряет 95 % влаги при испарении и исчезает в болотах на северо-западе пустыни Калахари. Это место обычно называют дельтой Окаванго (болота Окаванго), являющейся одной из самых больших речных дельт в мире, площадью 15 000 км².
В редкие очень дождливые периоды часть речных вод наполняет озеро Нгами. В годы сильных паводков (в среднем раз в 15—20 лет) дотекает до впадины Макгадикгади, где несколько тысяч лет назад было большое озеро.
В бассейне Окаванго находится заповедник Мореми (в Ботсване), известный своей богатой дикой природой.